# 信国一朗
信国 一朗（のぶくに いちろう、1954年（昭和29年）4月2日 - ）日本の報道記者、実業家。テレビユー福島代表取締役社長、TBSホールディングス（以下「TBSHD」）・TBSテレビ常務取締役、TBSラジオ&コミュニケーションズ取締役会長、緑山スタジオ・シティ代表取締役会長、WOWOW取締役（非常勤）を務めた。福岡県出身。

## 来歴・人物
ラ・サール高等学校・東京大学経済学部卒業後、1978年（昭和53年）4月にTBS入社。テレビユー山形取締役相談役で元社長の湯川哲生、元TBS報道局主席解説委員の岩城浩幸、映画プロデューサーの永田守（大映元社長永田雅一の孫）は同期。特に湯川とは東大でも同期にあたる。
入社後は報道局に配属され、社会部、取材記者、報道番組ディレクター・プロデューサーとして活躍。1993年（平成5年）ニュース番組編集長、94年JNNニューヨーク支局長、97年編集部副部長、99年編集部長、02年ニュース番組部長、03年編集センター長を歴任した。05年に事業本部事業局長就任後は、製作総指揮としてTBS制作の映画に数多く携わった。
2011年（平成23年）よりTBSHD・TBSテレビの常務取締役に就任し、13年4月から翌年3月までは、TBSラジオ&コミュニケーションズ取締役会長も務めた。
2014年（平成26年）3月31日付で、任期満了に伴い、TBSテレビ常務取締役・TBSラジオ&コミュニケーションズ取締役会長を、同年6月27日付でTBSHD取締役をそれぞれ退任した。同年6月26日付でTBS系列のテレビユー福島社長に就任し、18年6月27日付で同社顧問と緑山スタジオシティ会長となった。

## 映画

### 製作
- 犬神家の一族（2006年）
- そのときは彼によろしく（2007年）
- Life 天国で君に逢えたら（2007年）
- おくりびと（2008年）
- 私は貝になりたい（2008年）
- SPACE BATTLESHIP ヤマト（2010年）
- のぼうの城（2012年）

他多数